# Idaea ciliipunctata
Idaea ciliipunctata är en fjärilsart som beskrevs av Eugen Wehrli 1925. Idaea ciliipunctata ingår i släktet Idaea och familjen mätare. Inga underarter finns listade i Catalogue of Life.